# Tấn công Quốc hội Afghanistan năm 2015
Vụ tấn công Quốc hội Afghanistan ở Kabul diễn ra ngày 22 tháng 6 năm 2015, sau khi Taliban cho nổ một bom xe bên ngoài tòa nhà và các tay súng đã xông vào tân công tòa nhà.